# Gewoon vlieskelkje
Het gewoon vlieskelkje (Hymenoscyphus caudatus) is een schimmel behorend tot de familie Helotiaceae. Het leeft saprotroof op kruidachtige tot houtige stengels op planten uit de Rozenfamilie, zoals Braam (Rubus) en andere kruiden, op afgevallen bladeren en soms takjes of dunne wortels van diverse loofbomen, alsmede op bladstelen van de Niervaren (Dryopteris) en de Adelaarsvaren (Pteridium).

## Kenmerken

### Uiterlijke kenmerken
De vruchtlichamen hebben een diameter van 1 mm. Ze zijn gesteeld, blank of crème van kleur. 

### Microscopische kenmerken
De asci is langwerpige, knotsvormige, geleidelijk smaller naar de basis, 8-sporig,  (90–)105–140(–150) x 8–12(–15) µm, gevormd op croziers, met een wanddikte van 1–2 µm, verdikt tot 5 µm aan de smalle tot breed wrattige top, amyloïde in Melzers reagens. De sporen zijn glad, zelden met septa, spoelvormig tot eivormig met afgeronde toppen, scherper aan de basis dan aan de top, vaak licht gebogen en meten en meten (14–)16–23(–26) x 4–5(–6) µm. 

## Verspreiding
Het gewoon vlieskelkje komt voor in Europa, Noord-Amerika, Azië, Australië en Nieuw-Zeeland. In Nederland komt vrij algemeen voor. Het staat niet op de rode lijst en is niet bedreigd.